# Thecla silenus
Thecla silenus är en fjärilsart som beskrevs av Pieter Cramer 1780. Thecla silenus ingår i släktet Thecla och familjen juvelvingar. Inga underarter finns listade i Catalogue of Life.